# Charles Pasqua
Charles Pasqua (født 18. april 1927 i Grasse, Alpes-Maritimes, død 29. juni 2015 i den parisiske forstad Suresnes i Hauts-de-Seine) var en fransk forretningsmand og gaullistisk politiker. 

## Indenrigsminister
Han var indenrigsminister to gange, først under Jacques Chiracs regering i 1986–1988 og igen under Édouard Balladurs regering i 1993–1995.

## Modstandsmand og gaullist
Som 16-årig gik Charles Pasqua ind i Den franske modstandsbevægelse, og i resten af sit liv var han medlem af en række gaullistiske partier:
- 1947-1955: Det franske folks samling
- 1958-1968: Unionen for den nye republik
- 1968-1976: Unionen af demokrater for republikken
- 1976-1999: Samling for Republiken
- 1999-2004: Samling for Frankrig
- 2004-2015: Union for en folkelig bevægelse

## Medlem af Nationalforsamlingen
Charles Pasqua var medlem af Nationalforsamlingen i 1968–1973.

## Senator
Charles Pasqua var medlem af Senatet i 1977–1986, 1988–1993, i 1995–1999 og i 2004–2011. Han var formand for den gaullistiske gruppe i 1981–1986 og i 1988–1993.

## Formand for departementsrådet
Charles Pasqua var medlem af departementsrådet for Hauts-de-Seine i 1970–1976 og i 1988–2004. Han var formand for departementsrådet i 1973–1976 og i 1988–2004.
Desuden var han medlem af byrådet i Neuilly-sur-Seine i 1983–2001.

## Medlem af Europa-Parlamentet
Charles Pasqua var Europaparlamentsmedlem i 1999–2004. Han var formand for Gruppen Unionen for Nationernes Europa, der blev tilknyttet Alliance for Nationernes Europa.